# Eddy Carazas
Eddy Carazas (Lima, 27 de febrero de 1974) es un exfutbolista peruano. Se desempeñaba en la posición de centrocampista.

## Trayectoria
Inició su carrera profesional en Deportivo Zúñiga de la segunda división del Perú. Pasó por Universitario de Deportes, Tigres de la UANL y Belgrano de Córdoba. Luego de haber jugado en Copa Perú en 2001 por Deportivo Zúñiga, Carazas es contratado por Sport Boys y recibe la oportunidad de retornar al fútbol profesional.

## Selección nacional
Fue internacional con la selección de fútbol del Perú en diez ocasiones y marcó un gol. Debutó el 24 de abril de 1996 en 1 encuentro ante la selección de Ecuador que finalizó con marcador de 4-1 a favor de los ecuatorianos.

### Participaciones en Copa América
| Copa              | Sede    | Resultado    |
| ----------------- | ------- | ------------ |
| Copa América 1997 | Bolivia | Cuarto lugar |

## Clubes
| Club                      | País      | Año       |
| ------------------------- | --------- | --------- |
| Deportivo Zúñiga          | Perú      | 1992-1995 |
| Universitario de Deportes | Perú      | 1996-1997 |
| Tigres de la UANL         | México    | 1997-1998 |
| Universitario de Deportes | Perú      | 1998-1999 |
| Belgrano                  | Argentina | 1999-2000 |
| Deportivo Aviación        | Perú      | 2000      |
| Deportivo Zúñiga          | Perú      | 2001      |
| Sport Boys                | Perú      | 2002      |
| Sport Coopsol             | Perú      | 2003      |
| U. D. Leiria              | Portugal  | 2004      |
| Deportivo Aviación        | Perú      | 2005-2006 |

## Palmarés

### Campeonatos nacionales
| Título                    | Club                      | País | Año  |
| ------------------------- | ------------------------- | ---- | ---- |
| Primera división del Perú | Universitario de Deportes | Perú | 1998 |
| Segunda división del Perú | Deportivo Aviación        | Perú | 2000 |
| Segunda división del Perú | Sport Coopsol             | Perú | 2003 |